# Rafel Timoner Sintes
Rafel Timoner Sintes (Alaior, 1932- 1995) fou un empresari i polític menorquí. Estudià peritatge i professorat mercantil a Maó, activitat que compagina amb la seva feina a l'empresa de Rafel Rosselló Olivar. El 17 d'agost de 1954, amb Miquel Carretero Gomila, funda l'empresa Carretero y Timoner S.A., Catisa, dedicada a la fabricació de bijuteria, de la qual és president del Consell d'Administració i director general. El 1962 és elegit regidor de l'Ajuntament de Maó. El 1967 n'esdevé tinent d'alcalde i passa a gestionar l'hospital municipal. També és elegit president nacional de l'Associació de Fabricants de Bijuteria, que ell mateix promou.
De 1971 a 1974 fou president de la corporació municipal de Maó, diputat provincial i procurador en Corts. Durant el seu mandat creà les Setmanes Culturals un cop al mes per a reactivar l'activitat cultural, així com la Setmana de la Bijuteria Menorquina o SEBIME (1972), que amb el temps serà reconeguda com a fira internacional, la Setmana Cultural de s'Òpera i la Societat d'Amics de s'Òpera.
El 1977 impulsà Associació de Fabricants Metalúrgics de Menorca (APIME), el 1981 APICESA per organitzar la compra de primeres matèries en règim cooperatiu; l'ITEB (Institut Tecnològic de la Bijuteria) per a desenvolupar la investigació, l'anàlisi i l'estudi de la problemàtica del sector; el 1982 UNEBIF (Unió Europea de Fabricants de Bijuteria) que organitza el 1985 a Menorca el I Congreso Mundial de Fabricantes de Bisutería, al llarg del qual proposa i aconsegueix la creació de la Germandat Mundial de Fabricants de Bijuteria (JEBI-CLUB), de la qual n'ocupa la presidència nacional i internacional fins a la seva mort. El 2005 li fou atorgada a títol pòstum la Medalla d'Or de la Comunitat Autònoma de les Illes Balears.